# Sangaris optata
Sangaris optata är en skalbaggsart som först beskrevs av Francis Polkinghorne Pascoe 1866. Sangaris optata ingår i släktet Sangaris och familjen långhorningar.
Artens utbredningsområde är:
- El Salvador.
- Guatemala.
- Honduras.
- Panama.
- Venezuela.

Inga underarter finns listade i Catalogue of Life.